# Brussel-Energie
Brussel-Energie is een afvalverbrandingsoven in Neder-Over-Heembeek. Met de warmte wordt elektriciteit opgewekt en een warmtenet gevoed.

## Werking
De hoofdfunctie van de installatie is het verbranden van huishoudelijk afval. Dit gebeurt in drie lijnen met een capaciteit van 19 ton afval per uur. Elk jaar verbranden ze samen ruim een half miljoen ton afval. Vliegassen, bodemassen, schroot en zout worden in de mate van het mogelijke hergebruikt. Het slib wordt gestort.
Met de warmte van de oven worden stoomturbines aangedreven die worden uitgebaat door Electrabel (3 x 17 MW).
Begin 2016 is een lokaal warmtenet in gebruik genomen dat gevoed wordt door de afvaloven. Vanaf de winter 2018-19 zouden het Kasteel en de Serres van Laken op het netwerk worden aangesloten, waardoor jaarlijks een miljoen liter stookolie zou worden uitgespaard. Het net kan maximaal 20 MWth vermogen leveren.

## Structuur en organisatie
De vennootschap die eigenaar is van de installatie, is voor 60% in handen van Net Brussel en voor 40% van SITA (groep-Engie).
Brussel-Energie heeft ongeveer 70 personen in dienst.

## Geschiedenis
De oven is eind 1985 opgestart door Siomab nv, dat een concessie verkreeg. Van meet af aan was hij gekoppeld aan een kleine elektriciteitscentrale, die de nabijgelegen kolencentrale van Schaarbeek verving. In 1997 werd de oven ingebracht in een nieuwe vennootschap, waarin Net Brussel een belang nam. Sinds eind 1999 worden de rookgassen ontzwaveld en sedert 2005 is er zuivering van de stikstofoxiden.

## Subsidie
In 2015 heeft de Brusselse gewestregering beslist om subsidie toe te kennen aan de bijna dertig jaar oude installatie. Dit gebeurt door de toekenning van groenestroomcertificaten, waarvan de kosten worden doorgerekend in de elektriciteitsfactuur van de Brusselaars. Over een periode van tien jaar zou Brussel-Energie ongeveer 100 miljoen euro subsidie krijgen.

## Cijfers
| Jaar | Verbrand afval | Opgewekte elektriciteit | Groenestroomcertificaten | CO2-uitstoot |
| ---- | -------------- | ----------------------- | ------------------------ | ------------ |
| 2015 |                |                         | 0                        | 473.000 ton  |
| 2016 | 499.000 ton    | 0,28 TWh                | 102.252                  |              |

## Voetnoten
1. ↑  Kasteel van Laken binnenkort verwarmd met thermische energie, BRUZZ, 20 januari 2017. Gearchiveerd op 22 december 2017.
2. ↑  Besluit van de Brusselse Hoofdstedelijke Regering van 17 december 2015 betreffende de promotie van groene elektriciteit
3. ↑  Brusselaars betalen 100 miljoen voor ‘groene stroom’ verbrandingsoven, BRUZZ, 22 september 2016. Gearchiveerd op 22 december 2017.